# The Hand of Iron
The Hand of Iron è un cortometraggio muto del 1914 diretto da Langdon West.

## Produzione
Il film fu prodotto dalla Edison Company.

## Distribuzione
Distribuito dalla General Film Company, il film - un cortometraggio in una bobina - uscì nelle sale cinematografiche degli Stati Uniti il 31 ottobre 1914.